# Andreas Handschuh

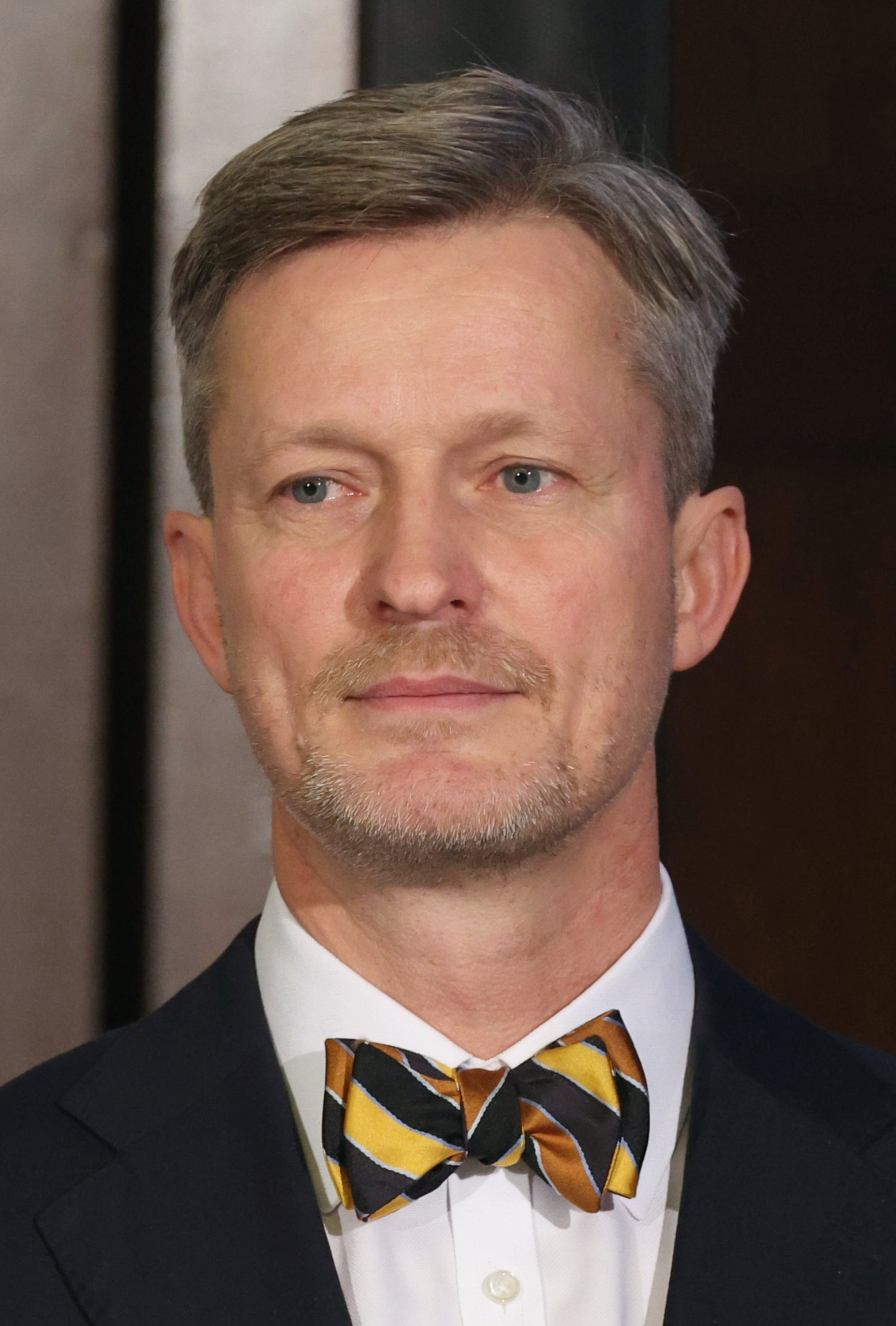
Andreas Handschuh (2024)

Georg Andreas Handschuh (* 1. Mai 1973 in Zschopau, Deutsche Demokratische Republik) ist ein deutscher Verwaltungsjurist und politischer Beamter. Seit 2024 ist er als Mitglied der Staatsregierung Chef der Staatskanzlei und Staatssekretär für Bundes- und Europaangelegenheiten in der Sächsischen Staatskanzlei. Zuvor war er von 2022 bis 2024 Staatssekretär im Sächsischen Staatsministerium für Wissenschaft, Kultur und Tourismus.

## Leben
Andreas Handschuh erlebte als Schüler die Wende und friedliche Revolution in der DDR und im Folgejahr die Deutsche Wiedervereinigung. Anschließend absolvierte er nach seinem Abitur von 1991 bis 1992 den Grundwehrdienst in der Bundeswehr, ehe er 1992 ein Studium der Rechtswissenschaften, der Volkswirtschaftslehre und der Mineralogie an der Universität Leipzig aufnahm. Von 1997 bis 1999 war er Rechtsreferendar am Landgericht Chemnitz und 1999 Assessor in einer Rechtsanwaltskanzlei.
Von 1999 bis 2001 war er als Justiziar der Technischen Universität Chemnitz tätig. Nachdem er 2001 als Referent an das Sächsische Staatsministerium für Wissenschaft und Kunst abgeordnet war, kehrte er 2002 an die Chemnitzer Universität zurück, wo er in der Folge bis 2007 verschiedene Dezernate leitete. 2007 wurde er als Nachfolger von Gerlinde Dietze zum Kanzler der Technischen Universität Bergakademie Freiberg berufen, 2008 promovierte er mit einer Dissertation zum Thema „Der öffentliche Auftrag der sächsischen Sparkassen: Von der Inpflichtnahme Privater über die Reglementierung als öffentliche Aufgabe bis zur Geschäftstätigkeit nach eigentümergeprägten Oberzielen“ an der TU Chemnitz zum Doktor der Rechte. Zum Februar 2016 übernahm er den Posten des Kanzlers an der Technischen Universität Dresden. Dort folgte er auf Wolf-Eckhard Wormser. Im Jahr 2019 wurde Handschuh zum Honorarprofessor an der Nationalen Technischen Universität „Dniproer Polytechnikum“ berufen.

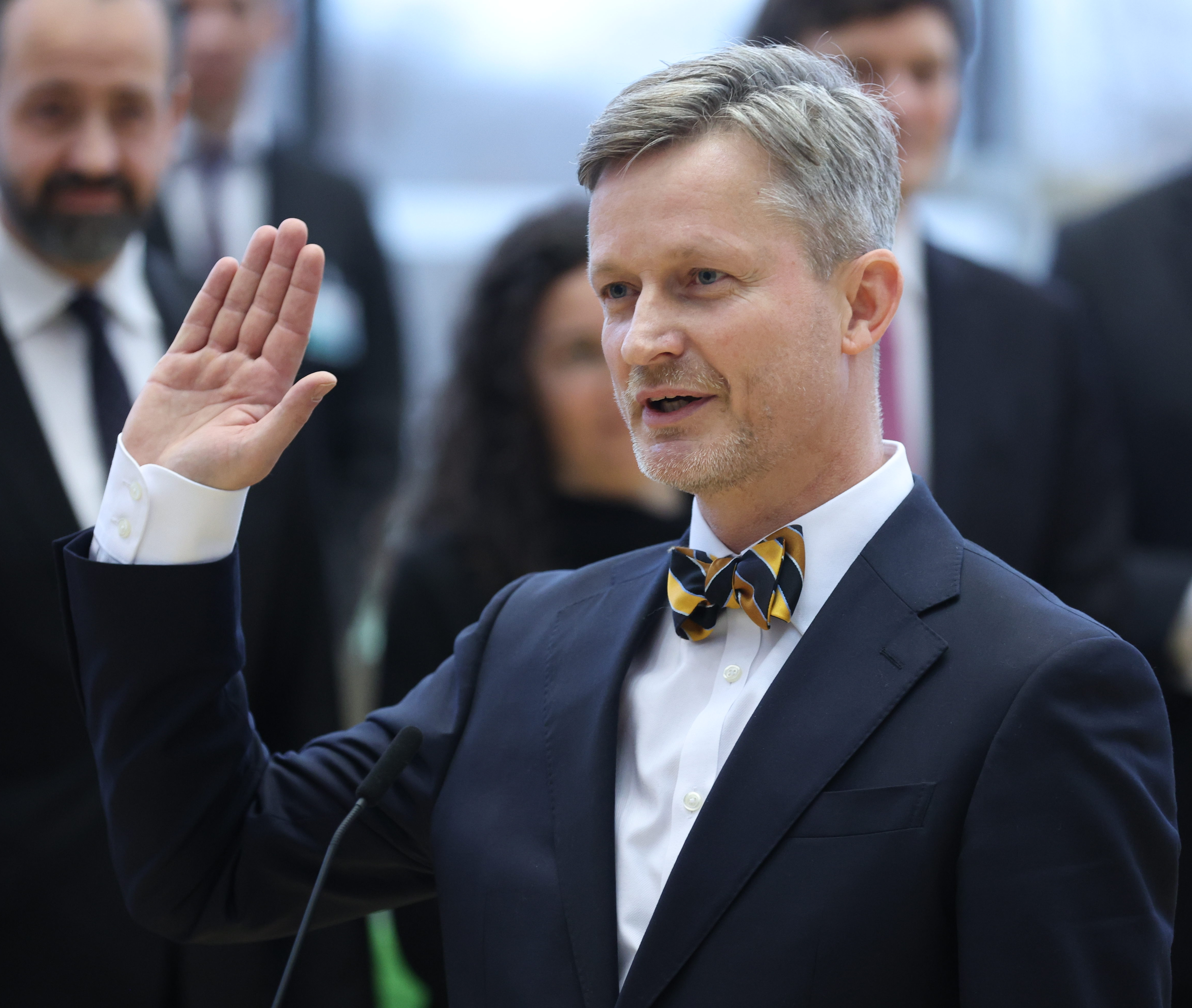
Handschuh bei seiner Vereidigung als Mitglied der Staatsregierung (2024)

Am 23. Juni 2022 wurde Andreas Handschuh von Ministerpräsident Michael Kretschmer mit Wirkung zum 1. Juli 2022 zum Staatssekretär im Sächsischen Staatsministerium für Wissenschaft, Kultur und Tourismus berufen. Er folgte damit auf Andrea Franke, die in den Ruhestand eintrat.
Im Zuge der Bildung des Kabinetts Kretschmer III wurde er am 19. Dezember 2024 zum Chef der Staatskanzlei und Staatssekretär für Bundes- und Europaangelegenheiten in der Sächsischen Staatskanzlei ernannt. In diesen Funktionen ist er Mitglied der Staatsregierung.
Handschuh hat drei Kinder.

## Schriften
- Der öffentliche Auftrag der sächsischen Sparkassen: Von der Inpflichtnahme Privater über die Reglementierung als öffentliche Aufgabe bis zur Geschäftstätigkeit nach eigentümergeprägten Oberzielen. Nomos, Baden-Baden 2010, ISBN 978-3-8329-5193-1.
- mit Gerhard Ring: Sicher forschen und entwickeln. Nomos, Baden-Baden 2012, ISBN 978-3-8329-7648-4.